# José Alencar
José Alencar (Muriaé, 1931. október 17. – São Paulo, 2011. március 29.) brazil politikus és vállalkozó.
A keresztény Alencar gyermekként a cserkészszövetség tagja volt, 2003 és 2011 között Brazília alelnöke volt.